# Parafia Świętych Apostołów Szymona i Judy Tadeusza w Runowie
Parafia Świętych Apostołów Szymona i Judy Tadeusza w Runowie – parafia rzymskokatolicka znajdująca się w archidiecezji warmińskiej, w dekanacie Górowo Iławieckie.